# Ficimia publia
Espèce
Synonymes
- Ficimia ornata Bocourt, 1883

Statut de conservation UICN

 LC  : Préoccupation mineure
Ficimia publia est une espèce de serpents de la famille des Colubridae.

## Répartition
Cette espèce se rencontre :
- au Belize ;
- dans le sud du Guatemala ;
- au Honduras ;
- dans le sud du Mexique, dans les États de Jalisco, Morelos et Yucatán.

## Liste des sous-espèces
Selon The Reptile Database (24 janvier 2014) :
- Ficimia publia publia Cope, 1866
- Ficimia publia taylori Smith, 1947

## Description
Dans sa description Cope indique que le spécimen en sa possession mesure environ 22 cm. Son dos est brun clair jaunâtre et présente une trentaine de taches transversales brunes. Sa nuque est marquée d'une grande tache et ses flancs tachetés de brun. Une tache brune souligne l’œil. Son ventre est uniformément blanchâtre.

## Publications originales
- Bocourt, 1883, in Duméril, Bocourt & Mocquard, 1870-1909 : Études sur les reptiles, p. 1-1012, in Recherches Zoologiques pour servir a l'Histoire de la Faune de l'Amérique Centrale et du Mexique. Mission Scientifique au Mexique et dans l'Amérique, Imprimerie Impériale, Paris.
- Cope, 1866 : Fourth contribution to the herpetology of tropical America. Proceedings of the Academy of Natural Sciences of Philadelphia, vol. 18, p. 123-132 (texte intégral).
- Smith, 1947 : Notes on Mexican reptiles and amphibians. Journal of the Washington Academy of Sciences, vol. 37, no 11, p. 408-412 (texte intégral).